# Тетрафторборат три-трет-бутилфосфония
Тетрафторборат три-трет-бутилфосфония — органическое вещество, принадлежащее к фосфониевым солям. Применяется как предшественник соответствующего фосфинового лиганда — три-трет-бутилфосфина (TTBP) — в реакциях кросс-сочетания, катализируемых комплексами палладия. 

## Получение
Синтез тетрафторбората три-трет-бутилфосфония заключается в прибавлении тетрафторборной кислоты к раствору три-трет-бутилфосфина в хлористом метилене. Получаемый продукт устойчив и не требует специального обращения.

## Строение и физические свойства
Тетрафторборат три-трет-бутилфосфония представляет собой белый порошок, растворимый в хлористом метилене и хлороформе, малорастворимый в тетрагидрофуране и нерастворимый в гексане, толуоле и воде.
В протонном ЯМР-спектре соединения наблюдаются два сигнала: при 6,07 м. д. (дублет, протоны Р–Н) и при 1,65 м. д. (дублет, протоны трет-бутильных групп). В спектре 31Р ЯМР наблюдается сигнал при 51,7 м. д.

## Химические свойства
Основным химическим свойством тетрафторбората три-трет-бутилфосфония является его способность генерировать в присутствии основания свободный три-трет-бутилфосфин (TTBP), который, в свою очередь, служит распространённым лигандом в реакциях кросс-сочетания. Сам TTBP неудобен в обращении, поскольку представляет собой легкоплавкое вещество, чувствительное к кислороду воздуха. В 0,1 М растворе в тетрагидрофуране он полностью окисляется менее чем за 4 минуты. Соль же с тетрафторборной кислотой является высокоплавкой и устойчивой к окислению.
Генерирование свободного фосфина необходимо вести в присутствии основания. Тетрафторборат три-трет-бутилфосфония имеет показатель константы кислотности pKa, равный 11,4, и в качестве основания для его депротонирования применялись фторид калия, фторид цезия, N,N-дициклогексилметиламин, диизопропиламин. В этих условиях  трис(дибензилиденацетон)дипалладий Pd2(dba)3 превращается в Pd(TTBP)2, который служит активным катализатором в ряде реакций.
Описано также применение тетрафторбората три-трет-бутилфосфония в реакциях с участием родиевых комплексов.